# Diogo Cão

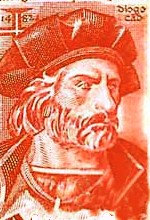
Diogo Cão

Diogo/Diego Cão/Cam (1440?-1486?) was een Portugese ontdekkingsreiziger die in opdracht van koning Johan II van Portugal twee ontdekkingsreizen maakte langs de westkust van Afrika in de jaren 1480.
Op zijn eerste reis (1482-1483) ontdekte hij de Kongostroom en kwam hij in contact met het stroomopwaarts gelegen Koninkrijk Kongo. Daarna volgde hij de Afrikaanse kust tot aan Kaap Santa Maria in Angola.
Op zijn tweede reis (1485-1486) kwam Diogo Cão zelfs tot aan Kaap Kruis in Namibië. Het is niet zeker of hij van zijn laatste tocht is teruggekeerd. Sommigen nemen aan dat hij bij Kaap Kruis is overleden en begraven.